# 马托格罗索州
马托格罗索州是巴西西部的一个州，首府库亚巴。面积为903,357平方公里。人口2,856,999人。为巴西第三大州。为世界上仅存的大片未开发地区之一。自西北方向起顺时针分别与朗多尼亚州、亚马孙州、帕拉州、托坎廷斯州、戈亚斯州及南马托格罗索州接壤，西南与玻利维亚接壤。

## 历史
原为波罗洛人（Bororo）的居住地。马托格罗索（Mato Grosso）在葡萄牙语中意为“密林”。本来根据1494年的《托德西利亚斯条约》，为西班牙势力范围内。但1680年来自圣保罗的殖民旗队（Bandeirantes）将当地的西班牙耶稣会宣教士驱逐，成为了葡萄牙的势力范围。1718年在当地发现金矿，殖民者渐渐增多。1719年建立库亚巴，属圣保罗总督区。1748年葡萄牙将马托格罗索单独设为总督区。殖民时期的主要产业是黄金和钻石，但矿业衰落后，主产业成了牧牛。直至1880年，一直有士兵在首府库亚巴近郊巡逻，以防止波罗洛人的攻击。波罗洛人虽然不断遭受疾病、殖民者入侵、奴隶贸易、探矿者的侵袭，但直至19世纪末，马格洛托索东中部和西戈亚斯的波罗洛人人口依然有一万至五千。据2010年统计，巴西及玻利维亚两国境内的波罗洛人总人口仅剩1571人。
在1903年的《彼得罗波利斯条约》（Tratado de Petrópolis）中，巴西政府割让该州西南部的无人区予玻利维亚以换取阿克里地区。
1925年5月29日，著名探险家波西·福西特在该州境内寻找失落的古代城市遗址时失踪。
1977年从该州新分出南马托格罗索州。
某些地球空洞说中，该州境内有地球的入口。

## 经济
主要为农牧业。该州西部主要为泛滥平原，为世界上最大的热带牧场之一，1980年代牛的数量达数百万头。作物有稻米、甘蔗、玉米、柑橘及豆类等。矿物包括铁、锰、锡及石灰石等。